# Township Rebellion
Township Rebellion ist ein Produzenten-Duo aus Deutschland, wohnhaft in Berlin. Ihre Musik bewegt sich im Bereich der elektronischen Tanzmusik. Das Projekt wurde 2012 von Arthur Wagner und Marlon Mürle gegründet.
Im Remixbereich hat Township Rebellion mit Künstlern wie RÜFÜS DU SOL, Reinier Zonneveld, Oliver Koletzki und Carl Cox zusammengearbeitet. Ihre Musik wird unter anderem bei den Labels Stil vor Talent und Rose Avenue veröffentlicht. Die EP 2020 erschien bei Rose Avenue, dem Label von RÜFÜS DU SOL.
Überregionale Bekanntheit erlangte Township Rebellion mit Auftritten bei renommierten Festivals wie Burning Man und Universo Parallelo. Daneben legen sie auch regelmäßig in Berliner Clubs wie Ritter Butzke, Kater Blau und Watergate auf.

## Diskografie (Auswahl)
Singles und EPs
- 2015: Price of Victory (Phatt On Vinyl)
- 2016: Pelikan (Moonbootique)
- 2017: Township Rebellion, Marc Holstege (Stil vor Talent)
- 2017: Aviation (Stil vor Talent)
- 2018: Balance (Stil vor Talent)
- 2018: The Review (Einmusika Recordings)
- 2019: Static (Katermukke)
- 2020: 2020 (Rose Avenue)
- 2021: 혼돈 과 질서 (Stil vor Talent)
- 2021: Signal (Factory 93 Records)
- 2024: Bipolar

Alben
- 2014: Extravaganza (Phatt On Vinyl)
- 2016: Vobia (Tommy Boy Entertainment)